# Микалекс
Микале́кс (нем. Micalex  ← лат. mica — слюда) — материал, получаемый из прессованной и термически обработанной смеси мусковита и легкоплавкого стекла. В 1927 году AEG представила новый формованный изоляционный материал под названием «Micalex». Материал можно приклеивать к металлу.

## Свойства
Микалекс относится к жаростойким миканитам, изготовляется из порошка слюды, перемешанного с борнокислым свинцом. Удельное объемное сопротивление {\displaystyle 10^{14}} Ом/см³; электрическая прочность  — 28—40 кВ/мм. Микалекс — твёрдый, плотный материал. Негигроскопичен. Обладает высокой стойкостью как к высокой температуре (до 800 °C), так и к её резким колебаниям. Является хорошим изолятором. Удельный вес микалекса {\displaystyle 3\div 3,3}; прочность на сжатие 1 200—3 900 кг/см²; прочность на разрыв {\displaystyle 775\div 930} кг/см²; прочность на изгиб 1200—2000 кг/см²; прочность в отношении удара 4—7; теплостойкость по Мартенсу — 450°; твердость по Бринелю — {\displaystyle 40\div 50}, а при испытании склероскопом 40; огнестойкость (по Гюте) 4; теплопроводность 5,5 cal см/см² ск. °C; коэффициент линейного расширения {\displaystyle 881\cdot 10^{-8}} (при {\displaystyle 25\div 50^{\circ }}) и {\displaystyle 1140\cdot 10^{-8}} (при {\displaystyle 150\div 175^{\circ }}); светостойкость оценивается по германской системе баллом 3, влагостойкость —баллом 4; поглощение воды за 24 часа равно 0,02%; диэлектрический коэффициент {\displaystyle 5\div 7}, в некоторых случаях 8; удельное электросопротивление {\displaystyle 8\cdot 10^{-8}} Ом/см; диэлектрические потери при высоких частотах весьма малые; электрическая крепость значительная и равна {\displaystyle 15\div 24} кВ/мм.  Допускает механическую обработку, в частности, резку и шлифовку, при этом не расслаивается.

## Производство
Исходными материалами для микалекса служат отходы белого мусковита, получающиеся при вырезке шайб и других слюдяных изделий, и особый цементирующий состав. Оба материала должны быть вполне свободны от органических веществ. Цементирующий состав изготовляется из перемолотых — борной кислоты 28,8% и окиси свинца 71,2%; после 30-минутного размешивания смесь нагревают в плоских тиглях в течение 1 часа до 380°, пока цвет ее не станет делаться оранжевым, после чего ее измельчают на мельнице и просеивают. Затем составляют смесь из 60% размолотой на той же мельнице слюды и 40% цементирующего состава, которую размешивают около 30 минут, а затем еще 50 минут по добавлении к ней 10% (от количества цементирующего вещества) воды. Полученная смесь может сохраняться. Для выделки из нее микалексовых пластин ее подвергают предварительной холодной прессовке 300 — 400-топным прессом, причем она усаживается приблизительно на 18%. Отпрессованные пластины просушивают при комнатной температуре в течение 24 часов, а затем в течение 3 часов при 40—50°, после чего прогревают постепенно до 650—700° и подвергают прессовке в матрицах, нагретых до 400°. Изделие равномерно
и медленно охлаждают и затем протирают промасленной тряпкой. 

## Применение в промышленности
Микалекс, благодаря низким диэлектрическим потерям, применяется для изоляции в радиотехнике; может хорошо работать при температуре до 650° С, сохраняя свои механические и изоляционные свойства. 

Микалекс используется в качестве вставок в дугогасительных камерах электровозов и переходных клемников в напольных электрических печах. В электровакуумной технике (держатели мощных ламп, гребёнки катушек индуктивности, платы и т.п.), в радиотехнической и электротехнической промышленности для изготовления плат и различных деталей.

При изготовлении микалекса от 10 до 40 процентов материала теряется в процессе шлифовки. Производятся исследовательские работы с целью минимизировать отходы производства и повысить выход готовой продукции.